# Kościół Matki Bożej Częstochowskiej w Drogomyślu
Kościół Matki Bożej Częstochowskiej w Drogomyślu – kościół parafialny w Drogomyślu, w gminie Strumień.
Wybudowany w latach 1967–1969 jako pierwszy posoborowy kościół w Polsce.

## Historia
W latach 50. XX wieku, z powodu budowy zbiornika w Goczałkowicach, do Drogomyśla przesiedlono ludność ze wsi Zarzecze oraz Gołysz. Wzrost liczby mieszkańców spowodował potrzebę utworzenia parafii i budowy kościoła. Parafię utworzono w 1958 roku, parafia uzyskała pozwolenie władz na budowę świątyni będącej kopią kościoła w Zarzeczu. Pozwolenie jednak cofnięto, a do budowy kościoła przystąpiono dopiero pod koniec lat 60. XX wieku.
Projekt wykonał w 1965 roku architekt Stanisław Kwaśniewicz. Prace budowlane trwały w latach 1967–1969. Konsekracja świątyni miała miejsce 11 maja 1969 roku.
Kościół w Drogomyślu jest pierwszym posoborowym kościołem w Polsce, jego forma i układ przestrzenny stały się inspiracją dla wielu innych świątyń w kraju.

## Architektura i wyposażenie
Kościół wybudowany został na planie prostokąta o wymiarach 33 × 28 m. Wysokie dachy o trójkątnych połaciach, formowane na kształt namiotu nawiązują do górskiego krajobrazu.
Wnętrze zdobią witraże wykonane przez firmę „Ryniewicz” z Krakowa według projektu Jerzego Skąpskiego oraz Marii Roga-Skąpskiej. Największy witraż ma wymiary 10 × 15 m. Wyposażenie rzeźbiarskie (ołtarze, ambonę, tabernakulum) wykonali artyści plastycy Teresa Michałowska-Rauszer i Jerzy Egon Kwiatkowski.

Wnętrze
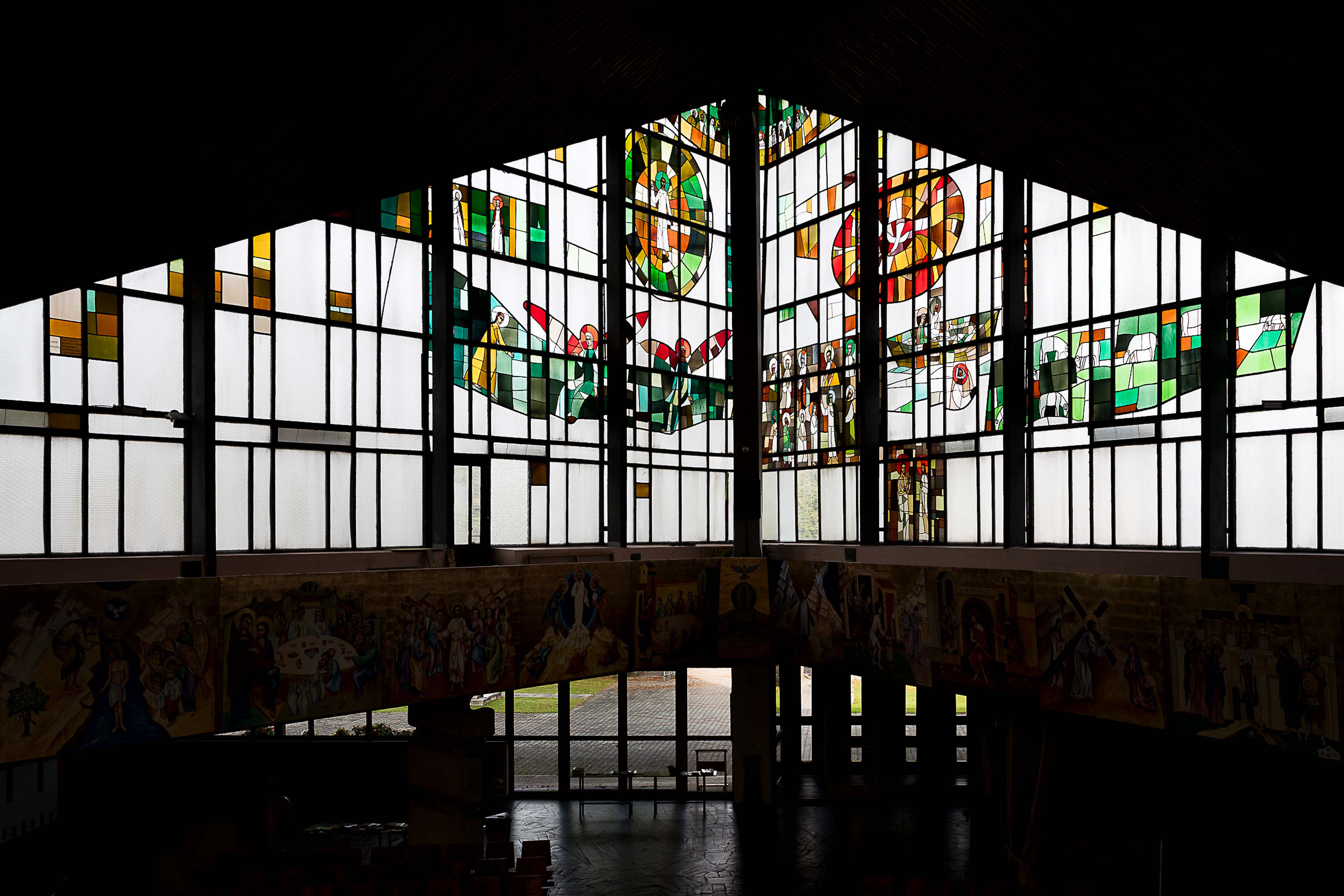
witraż „Świadczenie”, M. i J. Skąpscy
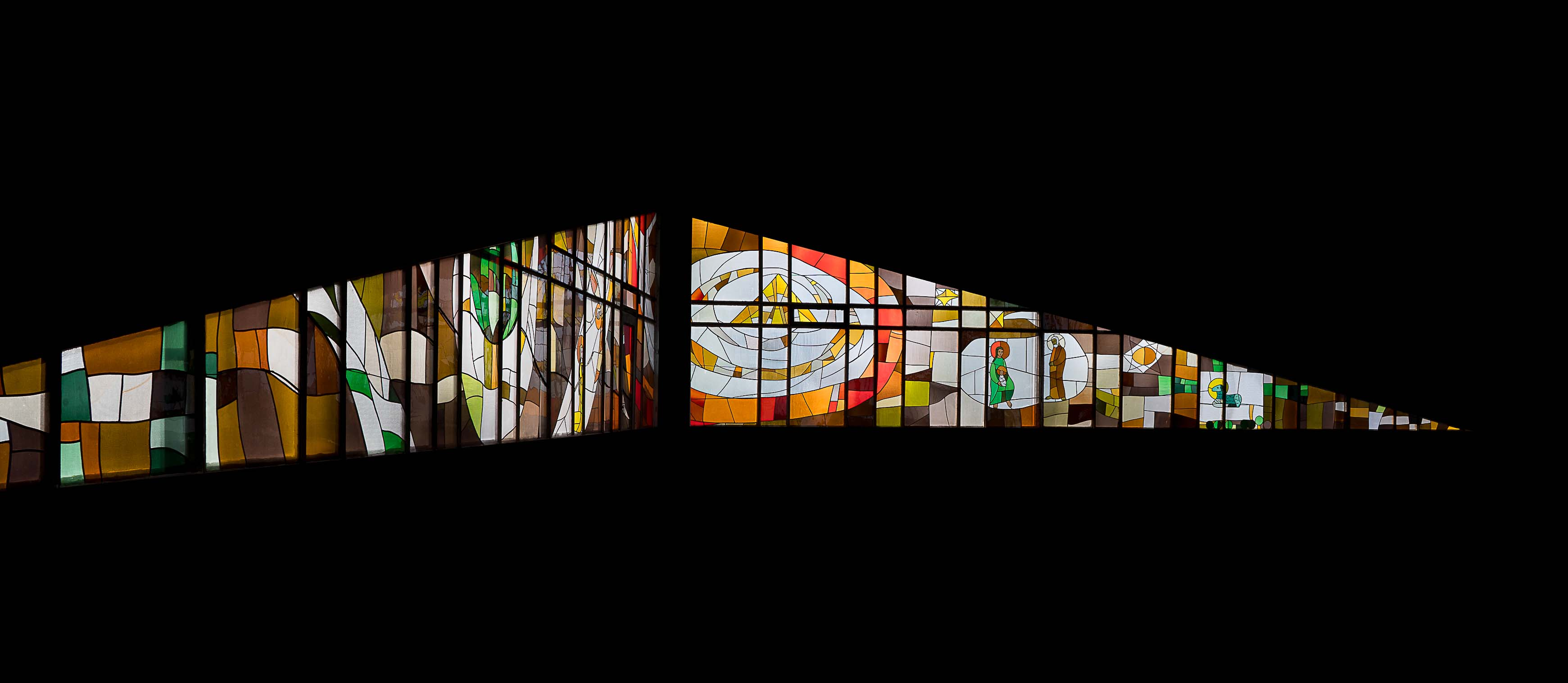
witraż „Przyjście”, M. Skąpska
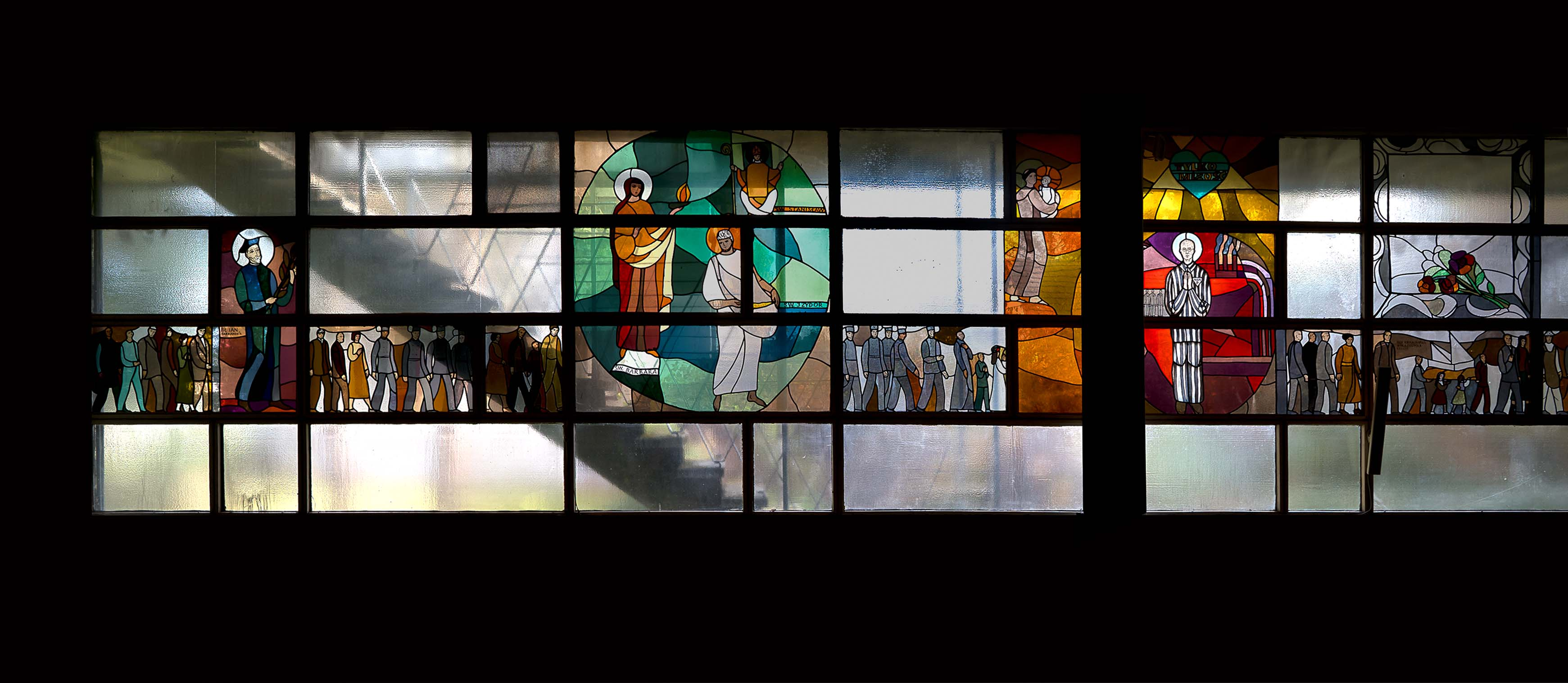
witraż w kaplicy